# Presse tourisme et voyages
Cette famille de presse s'adresse au grand public. 

## Les titres de presse
| Titre             | Éditeur           | Spécificité                    | Périodicité  | Création |
| ----------------- | ----------------- | ------------------------------ | ------------ | -------- |
| Détours en France | Uniéditions       | Le tourisme en France          | Bimestrielle | 1991     |
| Géo (magazine)    | Prisma Presse     | La photographie et les voyages | Mensuel      | 1979     |
| Terre sauvage     | Milan Presse      | La nature et la photographie   | Mensuel      | 1986     |
| Ulysse            | La Vie Le Monde   | La culture et l'histoire       | Mensuel      | 1997     |
| Grands Reportages | Editions Niveales | Découverte et les voyages      | Mensuel      | ?        |

Il existe également des magazines professionnels à destination des agences de voyages, des offices de tourisme, des hôteliers, des propriétaires de chambres d'hôtes... mais ils ne sont pas cités dans cet article.